# ثاليدوميد
الثاليدوميد (بالإنجليزية: Thalidomide)، هو دواء، يُعطى عن طريق الفم، يستخدم لعلاج عدد من السرطانات (بما في ذلك الورم النخاعي المتعدد)، وعدد من الأمراض الجلدية بما في ذلك مضاعفات الجذام. في حين أنه قد تم استخدامه في عدد من الحالات المرتبطة بفيروس نقص المناعة البشرية، مثل هذا الاستخدام يرتبط عادةً بمستويات متزايدة من الفيروس.
في ستينيات القرن الماضي، كان يستخدم كمهدئ للحوامل مع دعاية بأنه آمن ولكن الشركة المنتجة كانت مخطئة فقد ولد جيل من الأطفال بلا أقدام أو أيدي.
تسبب الدواء بتشوهات خلقية للأطفال المولودين في خمسينيات ومطلع ستينيات القرن العشرين الميلادي. وفي كثير من الحالات الوخيمة تم ولادة أطفال بدون أيدٍ أو أرجل. كما كانت هناك ولادات أخرى بأيد أو أرجل شبيهة بالزعانف وهي حالة تعرف باسم فقمية الأطراف. واشتملت التشوهات الأخرى على فقد الأذنين أو تشوهها أو شذوذ في تكون الحبل الشوكي أو القلب أو بعض الأعضاء الأخرى. وقد بلغ عدد الأطفال المولودين بتشوهات بسبب استخدام الثاليدوميد نحو 12,000 طفل في 46 دولة حول العالم.
هناك مصاوغان مرآتيان للثاليدوميد:
يساري: (S)-ثاليدوميد
يميني: (R)-ثاليدوميد
بحلول عام 1957 م، انتشر استخدام عقار الثاليدوميد في ألمانيا وكندا واليابان وغيرها من الدول. فقد وصفه الأطباء كعلاج مركِّن (مسكّن)، ولعلاج النساء الحوامل من غثيان الصباح. أما في الولايات المتحدة الأمريكية فقد منعت إدارة الغذاء والدواء استخدام هذا الدواء فلم يتم ترويجه في أسواقها. وفي عام 1960 م، هال الأطباء الأعداد المتزايدة من الأطفال المولودين بتشوهات خلقية، وثبت للباحثين مسؤولية الثاليدوميد عن هذه التشوهات. وأيقن العلماء من حتمية ظهور هذه التشوهات حتى لو تعاطت السيدة الحامل هذا العقار لمرة واحدة في شهور الحمل الأولى فتم حظر استخدام هذا العقار عام 1962م.
يمنع الثاليدوميد نمو الأوعية الدموية الجديدة بجسم الإنسان مما يسبب التشوهات الخلقية. فالأوعية الدموية الجديدة مهمة لنمو أطراف الأجنة. ويعتقد العلماء أن الثاليدوميد قد يكون مناسباً لعلاج الأورام السرطانية التي تحتاج دائماً لنمو أوعية دموية جديدة. ويلغي الثاليدوميد فاعلية عامل الورم النخري ألفا وهو بروتين يسبب الالتهابات والحمى ونقص الوزن وحالات مرضية أخرى. وتزيد كثير من الأمراض مثل الجذام والدرن والذئية والأيدز (متلازمة عوز المناعة المكتسب) مستوى عامل الورم النخري ألفا في جسم الإنسان. وأثبت الباحثون نجاح الثاليدوميد في علاج كافة هذه الأمراض.
وفي عام 1998 م، وافقت إدارة الغذاء والدواء بالولايات المتحدة على استخدام الثاليدوميد في علاج الجذام. واستحدثت الإدارة نظام توزيع خاص يضمن عدم وصول هذا العقار للنساء الحوامل. وبمقتضى هذا النظام فإن على الأطباء إحاطة مرضاهم بمخاطر هذا العقار، ويقدم الصيدلانيون وصفاً مفصلاً لتركيب الدواء. ويوقع المريض على صيغة تثبت إدراكه لمخاطر العقار، ويلتزم بعدم مشاركة أحد غيره لهذا العقار. ويقدم النساء اللواتي في سن الإنجاب ما يثبت استخدامهن لوسائل تنظيم النسل، كما يخضعن لاختبارات التأكد من وجود الحمل طيلة فترة استخدامهن للعقار. ويأمل الأطباء بتطبيق هذا النظام توفير العقار بأمان لمن يحتاجه.

## استخدامه الحديث
اليوم، يستخدم الثاليدومايد أساساً كعلاج لبعض أنواع السرطان (كالورم النقوي المتعدد)مع دمجه مع الديكساميتازون أو مع الميلفالان والبريدنيزون، لعلاج النوبات الحادة من مرض الجذام العقدي، و كعلاج مداومة.
و يستخدم الثاليدومايد بدون تصريح بعدة طرق .
البكتريا المسببة للسل لها علاقة بالجذام ، قد يكون الثاليدومايد مفيداً في بعض الحالات التي تكون فيها أدوية السل القياسية و الكورتيكوستيرويدات وهو غير كافي لحل مشاكل التهاب شديد في الدماغ .

## الأعراض الجانبية
يسبب الثاليدومايد تشوهات خلقية حادة. وافقت إدارة الغذاء والدواء الأمريكية (FDA) والوكالات التنظيمية الأخرى على تسويق الدواء تحت ظروف صارمة مع التأكيد على أن الأشخاص الذين يستخدمون الدواء على دراية بالمخاطر وتجنب الحمل؛ وهذا ينطبق على كل من الرجال والنساء، حيث يمكن أن ينتقل الدواء في السائل المنوي.
أحد الأعراض الجانبية هو جلطات دموية مفرطة. هناك أيضًا خطر كبير من أن الثاليدومايد يمكن أن يتدخل في تكوين أنواع مختلفة من خلايا الدم الجديدة، مما يؤدي إلى خطر الإصابة بالعدوى عن طريق قلة الخلايا المتعادلة وقلة الكريات البيضاء وقلة اللمفاويات، ومخاطر عدم تجلط الدم عن طريق قلة الصفيحات. هناك أيضًا خطر الإصابة بفقر الدم بسبب نقص خلايا الدم الحمراء. يمكن أن يتسبب الدواء أيضًا في تلف الأعصاب، مما يتسبب في اعتلال الأعصاب المحيطية الدائم.

## طالع أيضًا
- فضيحة الثاليدومايد
- تفقم الأطراف
- فرانسيس كاثلين أولدهام كيلسي